# Sophie Roberge
Sophie Roberge (ur. 18 października 1973) – kanadyjska judoczka. Olimpijka z Sydney 2000, gdzie zajęła trzynaste miejsce w wadze półśredniej.
Uczestniczka mistrzostw świata w 1993, 1995, 1999 i 2001. Startowała w Pucharze Świata w latach 1993 i 1997–2001. Piąta na igrzyskach panamerykańskich w 1999. Zdobyła pięć medali na mistrzostwach panamerykańskich w latach 1992 – 2001. Srebrna medalistka akademickich MŚ w 1996. Trzecia na igrzyskach frankofońskich w 1994 i 2001. Wygrała mistrzostwa Wspólnoty Narodów w 2000. Dziewięciokrotna medalistka mistrzostw Kanady w latach 1994–2004.
Jej brat Pat Roberge, był również judoką i olimpijczykiem z Barcelony 1992, a siostra Catherine Roberge startowała w Atenach 2004.

## Letnie Igrzyska Olimpijskie 2000
| Konkurencja | Eliminacje                   | Repasaże               | Klas. końcowa |
| Konkurencja | Przeciwnik I                 | Przeciwnik I           | Miejsce       |
| ----------- | ---------------------------- | ---------------------- | ------------- |
| 63 kg       | Séverine Vandenhende (FRA) P | Jung Sung-sook (KOR) P | 13.           |